# Haslett
Haslett is een plaats (census-designated place) in de Amerikaanse staat Michigan, en valt bestuurlijk gezien onder Ingham County.

## Demografie
Bij de volkstelling in 2000 werd het aantal inwoners vastgesteld op 11.283.

## Geografie
Volgens het United States Census Bureau beslaat de plaats een oppervlakte van
23,5 km², waarvan 21,6 km² land en 1,9 km² water.

## Plaatsen in de nabije omgeving
De onderstaande figuur toont nabijgelegen plaatsen in een straal van 16 km rond Haslett.